# Mercado de Kivik

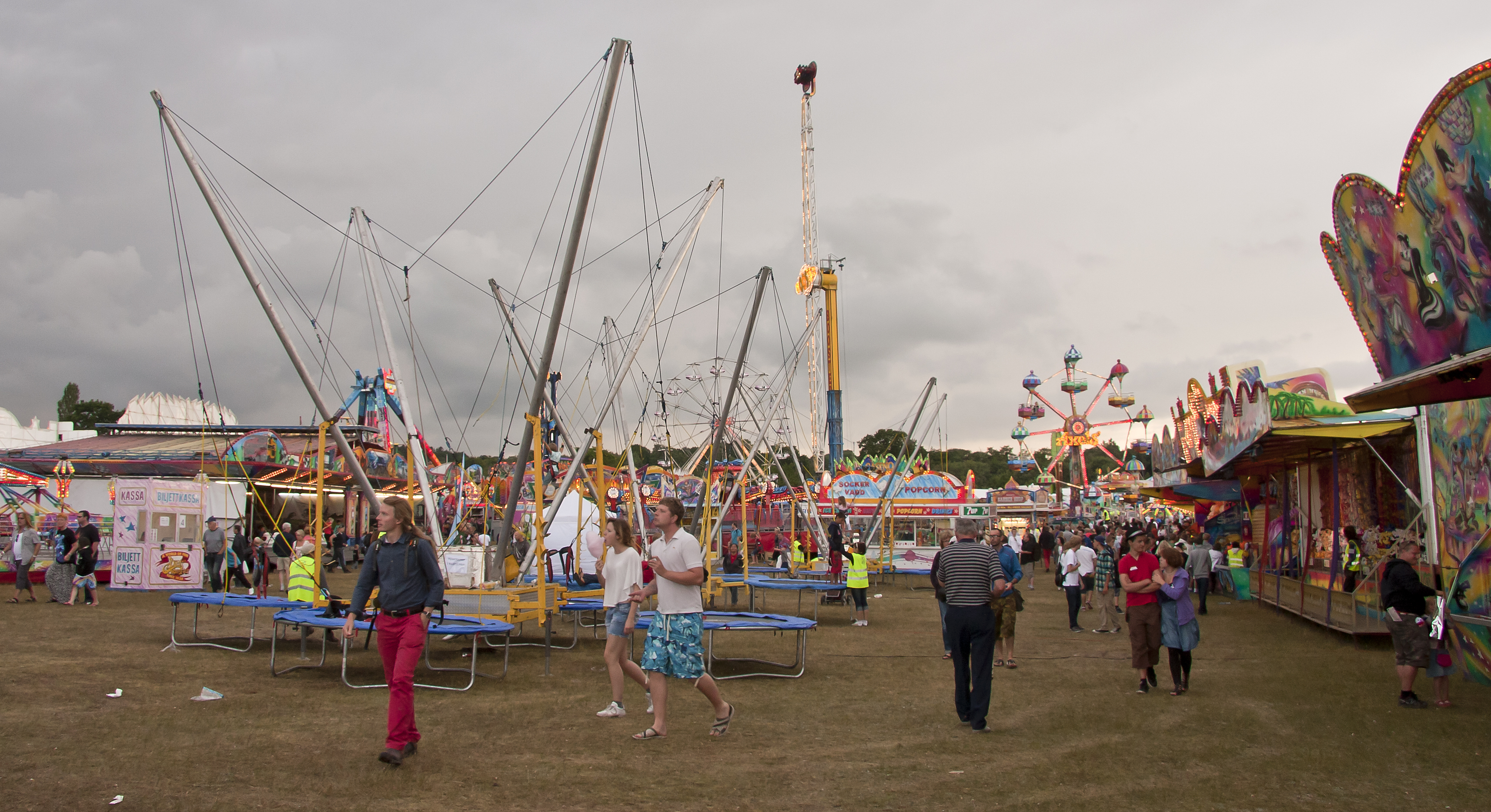
O Mercado de Kivik

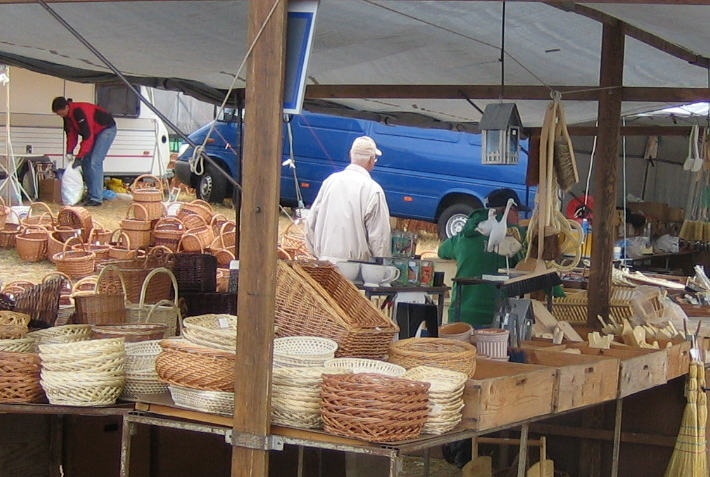
Vendedores no Mercado de Kivik

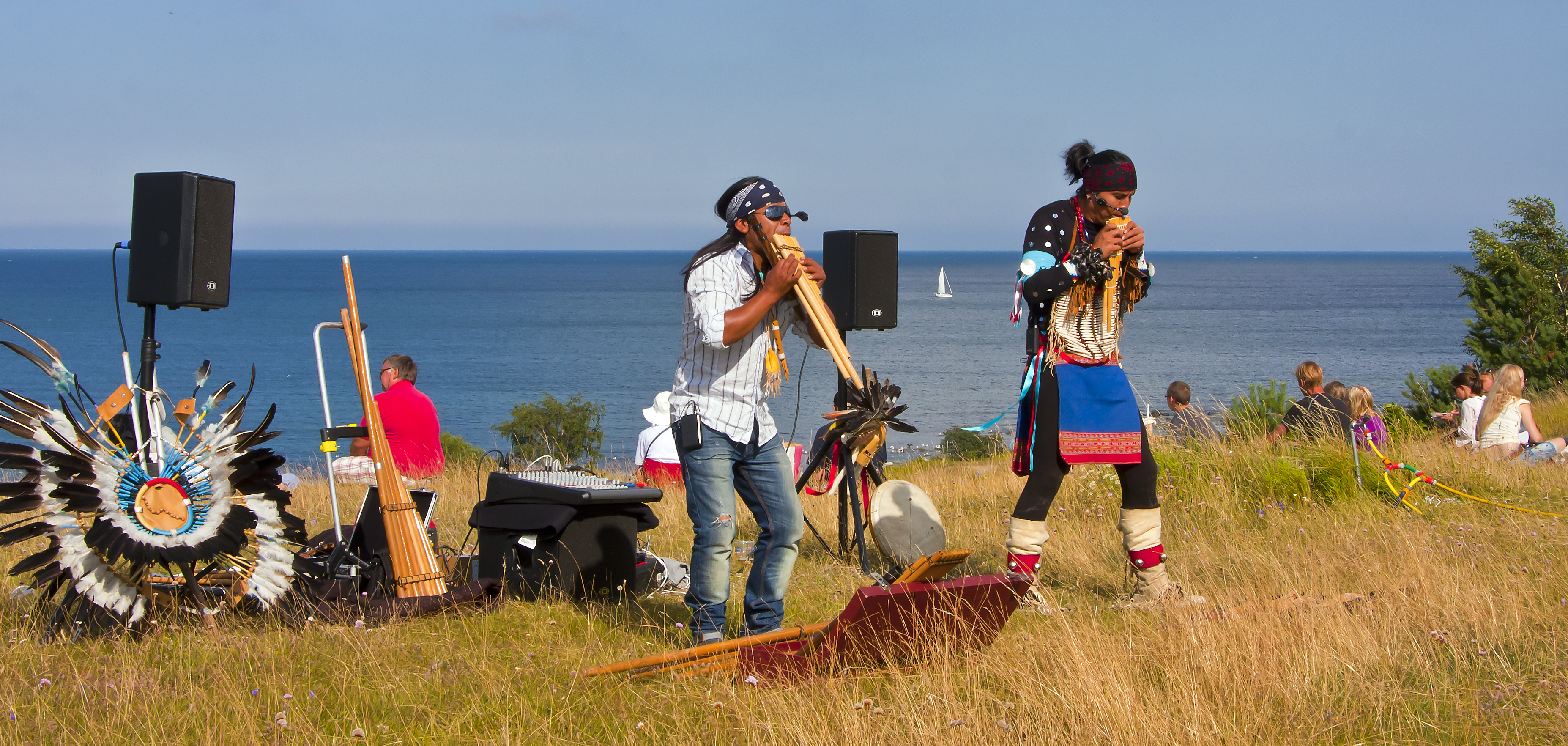
Diversões populares no Mercado de Kivik

O Mercado de Kivik – em sueco Kiviks marknad – é um grande bazar organizado anualmente no mês de julho em Kivik na Suécia.

Este mercado, com raízes medievais, ocorre atualmente em Kivik, uma localidade da Escânia, na Österlen.

É um ponto de encontro de mais de 1 000 vendedores ambulantes e de atrações turísticas e divertimentos populares, atraindo mais de 100 000 visitantes.